# Чистая Слобода
Чистая Слобода — микрорайон в Ленинском районе Новосибирска. Появился в 2007 году.

## История
Возведение микрорайона началось 2007 году на западной окраине Новосибирска.
9 ноября 2016 года к микрорайону проведена трамвайная линия, связавшая его с другими частями левобережного Новосибирска.
В 2019 году до Чистой Слободы была продлена улица Титова (680 м) и введена в эксплуатацию школа № 215 площадью около 17 000 м². Всего к этому году было сооружено 49 домов, велось строительство ещё семи зданий.

## Население
В 2018 году в микрорайоне проживало около 20 000 человек, на начало 2023 года их число достигло 40 000.
Среди жителей большое число военнослужащих. В 2010 году сотрудники внутренних войск в рамках федеральной программы получили два дома для проживания.

## Транспорт

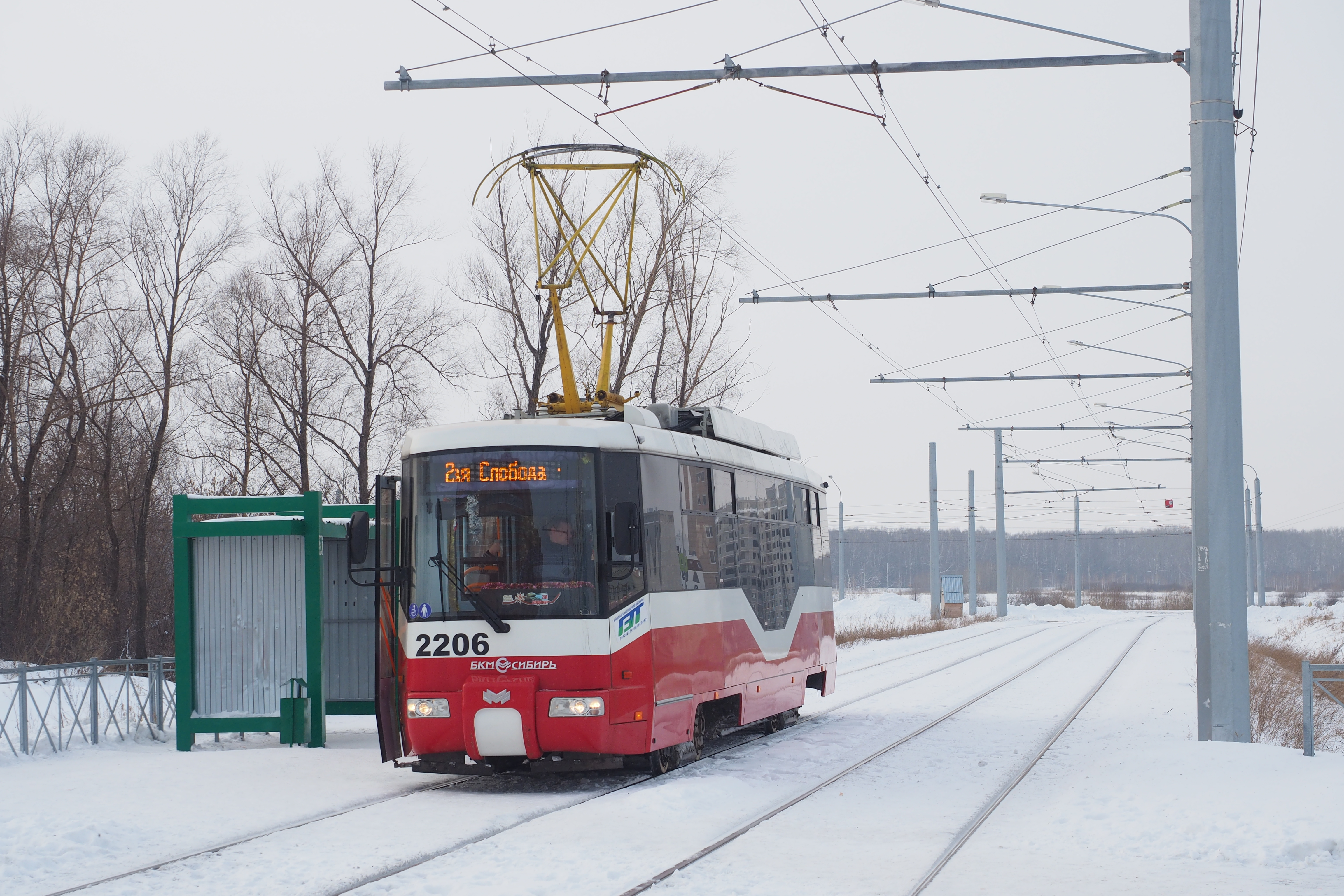
Трамвай № 2 возле остановки «Чистая Слобода».

### Трамвай
Маршрут № 2 («Чистая Слобода — станция метро „Площадь Маркса“»), проходит через улицы Титова, Троллейную, Вертковскую, Сибиряков-Гвардейцев, Покрышкина и в обратном направлении.
Маршрут № 8 («Чистая Слобода» — Юго-пл. Маркса, улТитова) идёт по улицам Титова, Троллейной, Широкой, Ватутина, Котовского, Блюхера
Трамвайные остановки: «Микрорайон Чистая Слобода» и «Облачная».